# Hemilepton nitidum
Hemilepton nitidum är en musselart som först beskrevs av Turton 1822.  Hemilepton nitidum ingår i släktet Hemilepton, och familjen Leptonidae. Enligt den svenska rödlistan är arten otillräckligt studerad i Sverige. Arten förekommer i Götaland. Artens livsmiljö är havet.